# Đập Thủy Phong
Đập Thủy Phong (tiếng Trung: 水丰水库; bính âm: Shuǐfēng shuǐkù; tiếng Triều Tiên: 수풍댐, Sup'ung Taem, đều có phiên âm Hán Việt là Thủy Phong), là một đập thủy điện trên Sông Áp Lục nằm giữa Huyện tự trị dân tộc Mãn Châu Kuandian, Tỉnh Liêu Ninh ở Trung Quốc và Huyện Sakju, Tỉnh Bắc Pyongan ở Triều Tiên. Con đập được người Nhật xây dựng từ năm 1937 đến năm 1943 để tạo ra điện và đã được sửa chữa và cải tạo nhiều lần trong suốt những năm qua, chủ yếu là do đập tràn bị hư hại do lũ lụt.
Trong chiến tranh Triều Tiên, đập đã bị Bộ tư lệnh Liên Hợp Quốc ném bom ba lần riêng biệt để triệt tiêu khả năng sản xuất điện của Triều Tiên. Vào thời điểm hoàn thành, đây là đập lớn nhất châu Á và nhà máy điện là nhà máy thủy điện lớn thứ ba (sau đập Hoover và đập Wilson) trên thế giới. Đây vẫn là nhà máy thủy điện lớn nhất trên sông Áp Lục (tiếng Hàn: Amnok). Điện được sản xuất tại nhà máy điện chính 630 MW của đập được chia đều giữa Trung Quốc và Triều Tiên.
Đập được in trên quốc huy của Triều Tiên.

## Bối cảnh

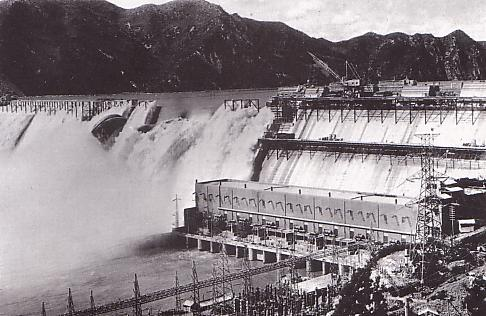
Đập tràn tại đập khi vẫn đang trong quá trình xây dựng

Năm 1937, trong thời kỳ Nhật Bản đô hộ Triều Tiên, Công ty Thủy điện Áp Lục được thành lập và cùng năm đó, đập bắt đầu được xây dựng, với Đường sắt Pyeongbuk mở tuyến đường sắt vào năm 1939 để hỗ trợ việc xây dựng. Năm 1941, đập hoàn thành với hai máy phát điện 100 MW hoạt động và hoàng đế Mãn Châu Quốc, Phổ Nghi, đã đến thăm đập. Bốn máy phát điện nữa sau đó đã hoạt động vào năm 1943. Máy phát điện thứ bảy do Đức sản xuất và không được giao do khó khăn trong vận chuyển trong Thế chiến II. Vào thời điểm hoàn thành, đập là đập lớn nhất châu Á và lớn thứ ba trên thế giới. Điện từ đập được sử dụng trên khắp bán đảo Triều Tiên và miền nam Mãn Châu (Mãn Châu Quốc vào thời điểm đó). Sau Thế chiến II, năm 1947, Liên Xô chiếm đóng khu vực này, tháo dỡ và vận chuyển ba trong số bảy máy phát điện đến đập sông Irtysh ở Kazakhstan. Sau đó chúng được lắp đặt lại vào những năm 1950.

### Các cuộc tấn công trong Chiến tranh Triều Tiên
Trạm điện và sân biến áp của đập đã bị Bộ Tư lệnh Liên hợp quốc nhắm tới ba lần trong Chiến tranh Triều Tiên nhằm phá vỡ nguồn cung cấp điện. Từ ngày 23 đến ngày 24 tháng 6 năm 1952, đập đã bị 250 máy bay ném bom và máy bay chiến đấu tấn công, thả 90 tấn đạn dược xuống nhà máy điện, sân biến áp và các cơ sở phụ trợ. Nhà máy điện đã bị phá hủy nhưng đập vẫn còn nguyên vẹn. Sau khi tình báo chỉ ra rằng nó có thể đã hoạt động trở lại một phần, nhà máy điện một lần nữa bị máy bay ném bom B-29 nhắm tới và vô hiệu hóa vào ngày 12 tháng 9 năm 1952. Đến ngày 1 tháng 2 năm 1953, người ta tin rằng hai máy phát điện đã được sửa chữa và hoạt động trở lại. Điều này dẫn đến một cuộc không kích thứ ba vào đập vào ngày 15 tháng 2 khiến nhà máy điện một lần nữa không thể hoạt động.

### Sửa chữa và cải tạo
Trong suốt lịch sử của đập, đập đã trải qua nhiều lần cải tạo và sửa chữa. Lũ lụt năm 1946 đã làm hỏng bể lắng ở chân đập và phá hủy cống tràn, cần phải sửa chữa vào năm sau. Từ tháng 9 năm 1949 đến tháng 4 năm 1950, trong lần sửa chữa thứ hai, cống tràn và hồ chứa nước ngầm đã được cải tạo. Từ năm 1955 đến năm 1958, đập và nhà máy điện đã được sửa chữa vĩnh viễn sau chiến tranh. Các máy phát điện do Liên Xô tháo dỡ đã được thay thế và công suất lắp đặt của nhà máy điện được nâng cấp lên 630 MW. Năm 1983, Trung Quốc bắt đầu xây dựng một nhà máy điện bổ sung ngay hạ lưu đập ở phía bên kia sông của họ với hai máy phát điện 67,5 MW. Máy đầu tiên được đưa vào sử dụng năm 1987 và máy thứ hai vào năm 1988. Lần cải tạo gần đây nhất diễn ra từ năm 2009 đến năm 2011 để cải thiện chức năng của các cống tràn của đập. Công trình cải tạo trị giá 24,5 triệu đô la Mỹ được tài trợ bởi State Grid Corporation of China.

## Thiết kế

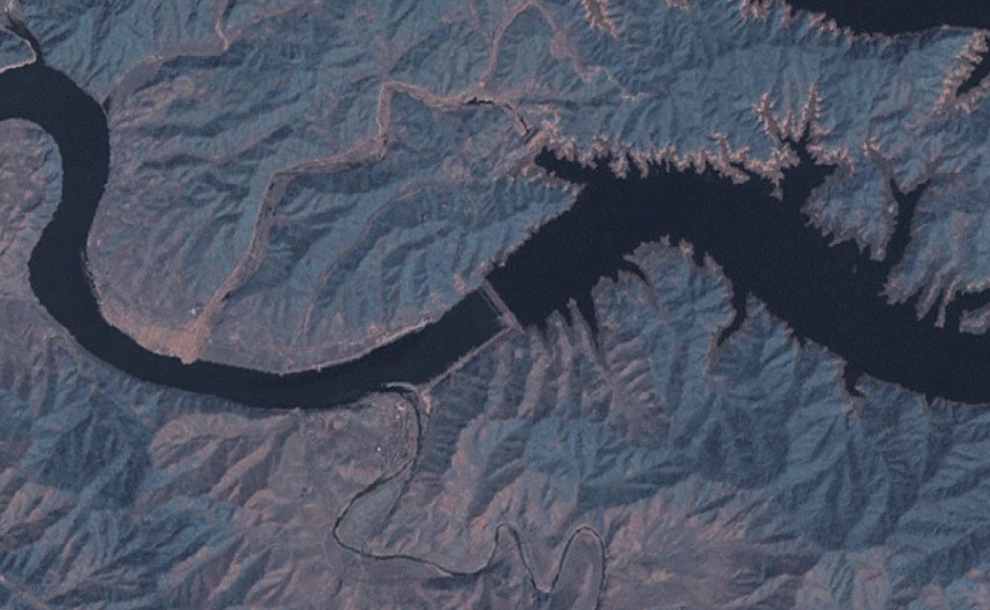
Con đập nhìn từ vệ tinh.

Đập Supung là đập trọng lực bê tông cao 106 m (348 ft) và dài 899,5 m (2.951 ft) với độ cao đỉnh đập là 126,4 m (415 ft). Cống tràn của đập bao gồm 26 cửa cống với công suất xả tối đa là 37.650 m3/s (1.329.597 cu ft/s). Một cống tràn phụ cách đập 1,7 km (1 mi) về phía bắc bao gồm 16 cửa cống và có công suất xả tối đa là 17.046 m3/s (601.974 cu ft/s). Hồ chứa nước của đập có sức chứa 14.600.000.000 m3 (11.836.413 acre⋅ft) trong đó có 7.900.000.000 m3 (6.404.634 acre⋅ft) đang hoạt động (hoặc "có ích") để phát điện. Đập nằm ở đầu lưu vực rộng 52.912 km2 (20.429 dặm vuông Anh) và hồ chứa nước có diện tích bề mặt là 274 km2 (106 dặm vuông Anh). Nhà máy điện ban đầu ở chân đập chứa sáu máy phát điện tua bin Francis công suất 105 MW có cột nước thủy lực trung bình là 77 m (253 ft). Nhà máy điện bổ sung ở phía Trung Quốc chứa hai máy phát điện tua bin Francis công suất. Tổng công suất lắp đặt của các nhà máy điện của đập là 765 MW.